# Кејси Чејмберс
Кејси Чејмберс (Маунт Гамбир, 4. јун 1976) аустралијска је певачица и текстописац кантри музике. Рођена је у музичкој породици и била чланица бенда Dead Ringer Band. Током каријере објавила је дванаест студијских албума и освојила велики број награда за свој рад. Њена аутобиографска књига објављена је 2011. године.

## Биографија
Рођена је 4. јуна 1976. године у Маунт Гамбиру, Јужна Аустралија, од мајке Дијане и оца Била Чејмберса. Њен старији брат Неш рођен је 1974. године. Кејси је део детињства провела у Нуларбор равници, где је читава породица Чејмберс боравила од јула 1976. године, а током зимских месеци живели су у Саутхеду у Јужној Аустралији, где је породица Чејмберс држала рибарницу.
Од 2000. године, Кејси је била у вези са глумцем и филмским продуцентом Кори Хопером, са којим има сина Талона рођеног 2002. године. Пар се растао у новембру 2004. године. Дана 17. децембра 2005. године, Кејси се венчала са кантаутором кантри музике, Шејном Николсоном. Пар је снимио дует Designed to Fade, који се нашао на Николсоновом деби албуму It's a Movie из 2002. године. Након тога, Кејси и Николсон објавили су два албума, Rattlin' Bones (2008) и Wreck & Ruin (2012). Имају двоје деце, сина рођеног 2007. и ћерку рођену 2011. године. У априлу 2013. године пар је најавио да се разводи.
Када је имала тридесет година, Кејси је дијагностикован поремећај у исхрани, комбинација булимије и анорексије нервозе. Године 2011. објавила је аутобиографску књигу под називом Little Bird Told Me..., где је писала о својој каријери, везама, побачају и борби са анорексијом. Навела је како је обновила живот захваљујући музици. Пре него што је почела соло каријеру, била је чланица породичног бенда Dead Ringer Band. Као дете била је чланица Хришћанска адвентистичке цркве, до 2002. године. Од новембра 2018. године живи на Копакабани у Новом Јужном Велсу.

## Каријера

### Почеци у бенду
Од 1986. године, Кејсини родитељи Бил и Дијана изводили су кантри мизику, док су њихова деца похађала школу у Саутхеду. Наредне године и њихова деца су приступила бенду. Кејси је била вокалисткиња на два студијска албума, Sea Eagle (1987) и Kindred Spirit (1991). Бенд је од 1992. године објавио ЕП и четири студијска албума. Кејси је била вокалисткиња на првом албуму и написала четири песме. Група је престала са радом када су се Кејсини родитељи развели крајем деведесетих година, њена мајка се преселила на острво Норфок, а отац у Сиднеј.

### 1998—2002: Соло каријера и објављивање албума
Кејси је снимала свој први соло албум под називом The Captain, на острву Норфок, у периоду од јула до августа 1998. године, њен брат Неш био је продуцент, а отац Бил гитариста на албуму. Гитаристи Бад и Џули Милер гостовали су на четири песме албума. The Captain је објављен 17. маја 1999. у Аустралији, а 2000. године у Сједињеним Америчким Државама. Нашао се на једанаестом месту листе АРИА албума и првом месту листе АРИА кантри албума. На додели музичких награда АРИА за 1999. годину, Кејси је освојила награду за Најбољи кантри албум, а наредне године награду за Најбољу уметницу, за песму The Captain, која је објављена 2000. године. Албуму The Captain додељен је двоструки платинумски сертификат од стране Аустралијског удружења музичке индустрије, 2001. године. Албум се нашао на листи Billboard Top Country Albums 2001. године. Други студијски албум под називом Barricades & Brickwalls Кејси је објавила 3. септембра 2001. године под окриљем издавачке куће EMI Music, а продуцирао га је њен брат Деш. Албум је дебитовао на четвртом месту листе АРИА албума, а у фебруару наредне године био је на првом месту те листе. Трећи албумски сингл Not Pretty Enough објављен у јануару 2002. године, нашао се на првом месту листе АРИА синглова.
Кејси је прва аустралијска музичарка чији се албум и сингл истовремено налазио на првом месту неке музичке листе. Уследило је објављивање синглова Million Tears у јуну 2002. године и If I Were You у октобру исте године, а они су се нашли међу четрдесет најслушанијих песама у Аустралији. На АРИА додели музичких награда 2002. године, Кејси је освојила Награду за албум године, Награду за најбољег женског музичара и Награду за најбољи кантри албум, за албум Barricades & Brickwalls, које ме додељен седмоструки платинумки сертификат. У фебруару 2002. године, албум се нашао на сто четвртом месту америчке листе Билборд 200. На сајту Метакритик албум је добио углавном позитивне критике.

### 2003—2007: Албумии
У априлу 2003. године, Кејзи је снимила песму True Colours, коју у оригиналу изводи Синди Лопер, а она се нашла на четвртом месту листе АРИА синглова. Коришћена је као тематска песма за Светско првенство у рагбију 2003. године. Кејсин трећи соло албум Wayward Angel објављен је 31. маја 2004. године у Аустралији и нашао се на првом месту листе АРИА албума, где је остао наредних пет недеља. Албуму је додељен троструки платинумски сертификат, а на њему су се нашли синглови Hollywood, Pony и Saturated. Кејси је учествовала на хуманитарном концерту за помоћ угроженима након земљотреса и цунамија у Индијском океану 2004. године. На АРИА музичким наградама за 2004. године, освојила је Награду за најбољу музичарку и Награду за најбољи кантри албум, за албум Wayward Angel. Четврти студијски албум Carnival објављен је 19. августа 2006. у Аустралији и 12. септембра 2006. године у Сједињеним Државама. У Аустралији, албум се нашао на првом месту музичке листе, а водећи албумски сингл Nothing at All међу десет најбољих синглова.

### 2008—2010: Албумии
Током априла 2008. године, Кејси је са тадашњим супругом Шејном Николсоном објавила заједнички албум Rattlin' Bones, а продуцирао га је њен брат Неш. Албум се нашао на првом месту листе у Аустралији и додељен му је платинумки сертификат. Кејси је са супругом наступила на музичком рок спектаклу Sound Relief, који је одржан у Мелбурну. Током 2009. године певачица је сарађивала са оцем, братом и осталим члановима породице на раду за албум Kasey Chambers, Poppa Bill and the Little Hillbillies, који је објављен 6. новембра 2009. године. Године 2010. освојила је награду за најбољи независни албум, након чега је написала причу за децу под називом Little Kasey Chambers and the Lost Music. Седми студијски албум под називом Little Bird објављен је 17. септембра 2010. године у Аустралији. Продуцент је поново био њен брат Неш, а на албуму се налази четрнаест песама. Албум је на АРИА музичким наградама за 2011. годину проглашен за најбољи кантри албум године у Аустралији.
Осми студијски албум Кејси Чејмберс под називом Storybook објављен је 23. септембра 2011. године и нашао се на двадесетом првом месту најбољих албума у Аустралији. На албуму се нашао сингл Luka. Наредни студијски албум под називом Wreck & Ruin Кејси је снимила са тадашњим супругом Шејном Николоном. Албум је објављен 7. септембра 2012. године и на њему се налази тринаест песама. Албум се нашао на шестом месту листе у Аустралију и додељена му је АРИА награда за најбољи кантри албум у Аустралији.

### 2014—2018: Албуми,и
Десети студијски албум под називом Bittersweet  Кејси је објавила у августу 2014. године и он се нашао на другом месту најбољих албума у Аустралији. Албум је освојио награду за најбољи албум у Аустралији, на АРИА додели музичких награда 2014. године. Крајем 2015. године Кејси је објавила песму Cold and Bitter Tears која се нашла на албуму Теда Хавкинса, Cold and Bitter Tears: The Songs of Ted Hawkins. Dragonfly, једанаести студијски албум Кејси објављен је у јануару 2017. године и нашао се на првом месту листе најбољих албума у Аустрлаији. На АРИА додели музичких награда, Кејси је освојила Награду за најбољи албум у Аустралији, за албум Dragonfly. Дванаести студијски албум под називом Campfire објављен је 27. априла 2018. године и на њему се налази тринаест песама. На АРИА додели музичких награда за 2018. годину, албум је освојио Награду за најбољи кантри албум. На Аустралијском фестивалу кантри музике, албуму је проглашен за најбољи кантри албум године у Аустралији.

## Дискографија

### Студијски албуми
- The Captain (1999)
- Barricades & Brickwalls (2001)
- Wayward Angel (2004)
- Carnival (2006)
- Rattlin' Bones (Кејси Чемберс и Шејн Николсон) (2008)
- Kasey Chambers, Poppa Bill and the Little Hillbillies (Кејси Чемберс, Бил Чемберс и ) (2009)
- Little Bird (2010)
- Storybook (2011)
- Wreck & Ruin (Кејси Чемберс и Шејн Николсон) (2012)
- Bittersweet (2014)
- Dragonfly (2017)
- Campfire (Кејси Чемберс и ) (2018)